# 1963/67年国语法令
1963/67年国语法令（英語：National Language Act 1963/67）是一项马来西亚的国会法令，其目的旨在巩固有关使用国语（马来语）地位的法律。

## 背景
马来亚联合邦于1957年8月31日自大英帝国独立，并于1963年9月16日与北婆罗洲、砂拉越和新加坡（新加坡于1965年8月9日被逐出联邦）组成马来西亚联邦。受英殖民文化影响，马来西亚的官方语言为英语。尽管《马来西亚联邦宪法》阐明马来语为国语，但是英语为当时教育制度下所有学校的首要教授和媒介语。此外，英语在当年同时也是马来西亚政府的办公语言、马来西亚国会的会议语言和马来西亚各级法院的工作语言，即使路名和大部分城市名都是以英语命名。1963年国语法令的成立让马来亚联合邦进入「国语化」时代，而1967年国语法令的通过也让马来语和英语共同成为现今马来西亚的主要语言。

## 内容
现行的1963/67年国语法令于2006年1月1日进行最后一次修正，其由11个部分组成，没有附件（包括4个修正案）。
- 第1项：简称、申请和开始（Short title, application and commencement）
- 第2项：国语被用于官方目的（National language to be used for official purposes）
- 第3项：翻译用途（Use of translation）
- 第4项：允许继续使用英语（Continued use of English may be permitted）
- 第5项：议会和立法议会可允许继续使用英语（Use of English language may be permitted in Parliament and Legislative Assembly）
- 第6项：法律撰写文字（Authoritative text of laws）
- 第7项：1967年9月1日之前颁布的书面法律（Written laws enacted prior to 1 September 1967）
- 第8项：法院的语言（Language of Courts）
- 第9项：国语的文字（Script of national language）
- 第10项：数字形式（Form of numerals）
- 第11项：表格（Forms）